# Bebê-diabo

Parte da capa do Notícias Populares de 11 de maio de 1975, primeiro a noticiar o bebê-diabo

O bebê-diabo foi o tema de diversas notícias falsas publicadas pelo jornal brasileiro Notícias Populares entre maio e junho de 1975. Segundo o jornal, um "bebê-diabo" teria nascido numa maternidade em São Bernardo do Campo. A cobertura do fato levou a um aumento na venda dos exemplares. É considerado um dos fatos mais marcantes do Notícias Populares e foi analisado em livros e artigos acadêmicos.

## Contexto
O periódico Notícias Populares já era famoso por suas matérias exageradamente sensacionalistas. Seu público era composto de pessoas mais simples, com maior tendência a acreditar em crendices sobrenaturais; meses antes, o jornal já havia publicado sobre a "loira fantasma" e o "vampiro de Osasco". Em maio de 1975, o repórter Marco Antônio Montandon, da Folha de S.Paulo — jornal responsável pelo Notícias Populares — foi à Região do Grande ABC confirmar o relato de que havia nascido uma criança com "duas saliências na testa" e "prolongamento no cóccix" em um hospital de São Bernardo do Campo. Tratavam-se apenas de más formações, corrigidas com uma breve cirurgia. Montandon transformou a história numa crônica fictícia de terror, na Folha. Entretanto, o secretário de redação do Notícias Populares, José Luiz Proença, e o editor de polícia, Lázaro Campos Borges, convocaram um repórter para "repaginar" esse texto e transformá-lo na notícia do nascimento de um "bebê-diabo".

## História e conteúdo
A primeira notícia sobre o bebê-diabo foi publicada na edição do dia 11 de maio de 1975, dia das Mães, trazendo estampada em letras garrafais a manchete "Nasceu o diabo em São Paulo". A notícia dizia que havia ocorrido um "parto incrivelmente fantástico e cheio de mistérios", notado pela "correria e pânico por parte de enfermeiras e médicos". A criança teria "aparência sobrenatural, com todas as características do diabo, em carne e osso", e nasceu falando, ameaçando a própria mãe de morte. O bebê possuiria o corpo cheio de pelos, dois chifres pontiagudos, um rabo de aproximadamente 5 centímetros e um olhar "feroz", "que causa medo e arrepios". Na edição de 12 de maio, o Notícias Populares contou que o bebê-diabo ameaçou funcionárias de morte, rasgou travesseiros com os chifres e fugiu do hospital. Antes de escapar, teria dito "Aqui não é meu lugar. Essa mulher não é minha mãe..." e "Vou embora, não pertenço a este mundo. Não sou daqui. Vocês são pavorosos. Faltam acessórios em vocês".
O Notícias Populares citou diversos incidentes que estariam ocorrendo em todo o ABC com o desaparecimento do bebê: "Frequentes desavenças entre casais e amigos que nunca haviam se desentendido, dezenas de colisões de carros com vítimas fatais e, principalmente, atropelamentos em massa, cometidos por exemplares motoristas, davam o tom da onda de pânico que assombrou o ABC durante o episódio. Crianças não foram mais vistas brincando nas ruas. Mulheres se recolhiam mais cedo às suas residências, e portas trancadas à luz do dia se tornaram práticas comuns entre os moradores da região." No meio da trama, o jornal veiculou que, após capturado por um grupo de religiosos, o bebê-diabo teria sido internado em uma clínica particular de São Bernardo, que seria aberta à visitação pública, desde que o visitante fosse maior de 18 anos, usasse um crucifixo, não tivesse problemas cardíacos e se responsabilizasse por possíveis "possessões demoníacas".
Nos dias seguintes, o jornal publicou diversos outros atos cometidos pelo bebê: ele teria andado por telhados, enlouquecido uma mulher, acabado com um ritual umbandista, assustado um taxista, pedindo que o levasse "para o inferno", e pedido sangue para beber. O jornal continuou publicando notícias sobre o assunto ao longo dos dias, com relatos de pessoas que supostamente viram o bebê, dizendo que ele soltava "fogo pela boca" e "rosnava como cachorro". O Notícias Populares deu como explicações do nascimento do bebê-diabo que a mãe teria batido na barriga e afirmado: "Não vou enquanto esse diabo não nascer", quando convidada para uma procissão na Semana Santa. Outro fator seria porque, de acordo com um suposto médico, ela teria criado "descargas magnéticas negativas" ao desabafar: "Por causa desse diabinho, não posso ir dançar". Além disso, o pai da criança seria um discreto fazendeiro de Marília que, segundo vizinhos, "não tirava o chapéu por nada nesse mundo".
Com o decorrer dos dias, a história passou a ganhar cada vez menos destaque no jornal. O editor-chefe Ebrahim Ramadan passou a ficar relutante em seguir com o caso, mas a direção manteve as publicações. O Notícias Populares procurava fontes oficiais, como médicos e diretores do hospital, mas usava a negativa deles de modo que gerasse ainda mais suspeita no público. Por 25 dias seguidos, a principal manchete do jornal fazia alguma referência ao bebê-diabo, e depois, por mais 12 dias, notícias sobre ele ainda estampavam a primeira página, mas não mais como manchete, completando um total de 37 dias de notícias sobre o acontecimento. No começo de junho, foi noticiado que o bebê-diabo havia fugido para o Nordeste, após ter sido sequestrado por pessoas dispostas a queimá-lo vivo.

### Lista
A seguir, está a lista das manchetes divulgadas na primeira página do jornal, ao lado da data em que foram publicadas — todas se referem ao ano de 1975.
| 1. 11 de maio — Nasceu o diabo em São Paulo 2. 12 de maio — Bebê-diabo desaparece 3. 13 de maio — Feiticeiro irá ao ABC expulsar o bebê-diabo 4. 14 de maio — Bebê-diabo do ABC pesa 5 quilos 5. 15 de maio — Bebê-diabo inferniza padre do ABC 6. 16 de maio — Nós vimos o bebê-diabo 7. 17 de maio — Povo vai ver o bebê-diabo 8. 18 de maio — Procissão expulsará bebê-diabo 9. 19 de maio — Viu o bebê-diabo e ficou louca | 1. 20 de maio — Santo previu o bebê-diabo 2. 21 de maio — Bebê-diabo nos telhados das casas do ABC 3. 22 de maio — Médico afirma: o bebê-diabo nasceu no ABC 4. 23 de maio — Diabo explode mundo em 1981 5. 24 de maio — Bebê-diabo parou táxi na avenida 6. 25 de maio — Fazendeiro é o pai do bebê-diabo 7. 26 de maio — Bebê-diabo viaja para ver o pai 8. 27 de maio — Bebê-diabo aparece no lugar do eclipse 9. 28 de maio — Mais 7 viram o bebê-diabo | 1. 29 de maio — Bispo morre de medo do bebê-diabo 2. 30 de maio — Bebê-diabo arrasa com ritual de umbandista 3. 31 de maio — Fanáticos ameaçam bebê-diabo do ABC 4. 1 de junho — Sequestrado bebê-diabo 5. 2 de junho — Bebê-diabo à morte 6. 3 de junho — Bebê-diabo foge para o Nordeste 7. 4 de junho — Padre de Marília: "Eu acredito no bebê-diabo do ABC" 8. 5 de junho — Zé do Caixão vai caçar bebê-diabo no Nordeste 9. 8 de junho — Povo vê novo Bebê-Diabo do ABC |

## Repercussão e legado
As reportagens sobre o bebê-diabo tiveram grandes reações do público — o que também foi noticiado no próprio Notícias Populares. Uma mulher foi à maternidade onde teria nascido a criança, exigindo: "Que isso aconteceu, aconteceu. Então, por que não o mostram?". Feiticeiros, fanáticos religiosos e o Zé do Caixão se dispuseram a "acabar" com o bebê-diabo.
O jornal foi o único a noticiar o caso. Com uma circulação média anterior de 70 a 80 mil exemplares por dia, saltou para mais de 150 ou 200 mil com as reportagens do caso. A primeira notícia, de 11 de maio, bateu todos os recordes de vendas da época, e sobraram somente oito exemplares do jornal nas duas mil bancas em que ele era vendido. O assunto foi um dos mais marcantes da história do Notícias Populares e é contado em detalhes em livros como Espreme Que Sai Sangue: Um Estudo do Sensacionalismo na Imprensa, de Danilo Angrimani, e Nada Mais Que a Verdade: A Extraordinária História do Jornal Notícias Populares, de Celso de Campos Jr., Denis Moreira, Giancarlo Lepiani e Maik Rene Lima. Também há um documentário de 2002 sobre lendas urbanas, chamado Nasceu o Bebê-Diabo em São Paulo, de Renata Druck, que coloca esta história entre outras lendas urbanas paulistas. O assunto também foi discutido em artigos acadêmicos (vide § Artigos acadêmicos).

### Livros
- Angrimani, Danilo (1994). Espreme que sai sangue: um estudo do sensacionalismo na imprensa. São Paulo, SP: Summus Editorial. OCLC 33357713
- Nada mais que a verdade: a extraordinária história do jornal Notícias Populares. São Paulo: Carrenho Editorial. 2002. OCLC 51858663

### Artigos acadêmicos
- Stancki, Rodolfo (2015). «"Viu o bebê-diabo e ficou louca": a imagem do demônio nas capas do jornal Notícias Populares». Anais do EVINCI - UniBrasil. pp. 216–216. Consultado em 1 de maio de 2022
- Pessoni, Arquimedes (3 de dezembro de 2008). «Dona Benta, McLuhan e o chupa-cabras a força das lendas urbanas na Internet». Revista Internacional de Folkcomunicação. Consultado em 1 de maio de 2022
- Calacia, Ederson Bancillon Vieira (janeiro de 2008). «A rota da grana nos jornais populares: uma análise do conteúdo econômico do Diário Agora SP». Consultado em 1 de maio de 2022